# تراوتسکیرشن
تراوتسکیرشن (به آلمانی: Trautskirchen) یک شهر در آلمان است که در نوی‌شتات واقع شده‌است. تراوتسکیرشن ۱٬۳۲۷ نفر جمعیت دارد.